# 敘利亞性交易產業
賣淫業在敘利亞是非法的，但法律並未得到嚴格執行。聯合國艾滋病規劃署估計，敘利亞約有25,000名妓女。
自敘利亞內戰開始以來，許多婦女逃離敘利亞，轉而在約旦、土耳其和黎巴嫩賣淫。人口販運與兒童性旅遊也是一大問題。

## 歷史
加扎利在他著作提到，一名大馬士革的老鴇，她的工作是招募婦女在婚禮上擔任妓女。她把這些女人帶到城外一個安全的地方，在那裡她的丈夫是皮條客。最終他們被逮捕了。該女子在酷刑期間供認不諱，並被勒死。丈夫逃跑了，從未被抓住。
在奧斯曼帝國時期，賣淫是被容忍的。
在法屬敘利亞託管地時期，賣淫是合法的並受到監管。開始時登記了742 名妓女，但據認為實際數字要高得多。
從2003年開始，許多逃離伊拉克戰爭的婦女開始從事賣淫謀生。一些消息來源稱，在敘利亞有多達5萬名伊拉克難民婦女，其中許多是新近成為寡婦或沒有專業資格的孤兒，她們開始把賣淫作為謀生的唯一生計(也是沙烏地阿拉伯人最主要性旅遊目的地)。

## 性人口販運
敘利亞也是遭受性交易的婦女和兒童的來源國和目的地國。在持續的內戰中，局勢繼續惡化。敘利亞戰前2300萬人口中有一半以上流離失所；截至2017年3月，已有500 萬人逃往鄰國，截至2016年12月，約有630萬人在國內流離失所。敘利亞人，包括留在該國的人和在鄰國的難民，仍然極易受到販運。
2016年3月，媒體報導了來自尼泊爾和孟加拉國的女性被迫在敘利亞從事性行業工作。2014年6月，ISIS宣佈在伊拉克和敘利亞建立伊斯蘭“哈里發國”。ISIS 經常強迫敘利亞女孩在“奴隸市場”交易之前進行童貞測試，並將她們送往敘利亞各省和其他國家進行性奴役。伊斯蘭國入侵東北部哈薩卡省的亞述人村莊，俘虜了多達30名亞述基督徒婦女並強迫她們成為性奴隸。
敘利亞難民人口極易被鄰國販運，特別是約旦、黎巴嫩、伊拉克和土耳其。敘利亞難民婦女和女童很容易被迫或“臨時婚姻”——目的是賣淫和其他形式的剝削。
美國國務院監察和打擊人口販運辦公室將敘利亞列為“第3級”國家。